# Rock of Life
Albums de Rick Springfield
Tao
(1985) Karma
(1999)
Singles
1. Rock of Life
Sortie : 1988
2. Honeymoon in Beirut
Sortie : 1988
3. World Start Turning
Sortie : 1988

Rock of Life est le dixième album studio de l'auteur-compositeur-interprète australien Rick Springfield. Il est sorti en mars 1988 sur le label RCA Records et a été produit par Keith Olsen et Rick Springfield.

## Liste des titres
- Tous les titres sont signés par Rick Springfield sauf indications.

| No  | Titre                       | Auteur                           | Durée |
| --- | --------------------------- | -------------------------------- | ----- |
| 1.  | Rock of Life                |                                  | 3:50  |
| 2.  | Honeymoon In Beirut         |                                  | 4:26  |
| 3.  | World Start Turning         |                                  | 5:36  |
| 4.  | One Reason (to Believe)     |                                  | 4:04  |
| 5.  | Soul to Soul                |                                  | 4:44  |
| 6.  | Tear It All Down            |                                  | 5:50  |
| 7.  | Woman                       |                                  | 5:50  |
| 8.  | Dream In Colour             | Rick Springfield, Jeff Silverman | 4:28  |
| 9.  | Hold On to Your Dreams      |                                  | 4:38  |
| 10. | (If You Think You're Groovy | Steve Marriott, Ronnie Lane      | 3:16  |

## Musiciens
- Rick Springfield: chant, guitares, claviers, samples, chœurs, percussions
- Dan Huff: guitares
- Tim Pierce: guitares
- Alan Pasqua: claviers
- Bill Cuomo: claviers
- Kimo Cornwell: claviers
- Curt Cress: batterie, percussions
- Randy Jackson: basse
- Carol Steele: percussions
- Larry Williams & Gary Herbig: saxophone
- Jerry Hey & Gary Grant: trompette
- Bill Reichenbach: trombone
- Tommy Funderbuck, Rose Banks, Maxi Anderson, Fred White, Jean Johnson-McRath & Richard Page: chœurs

## Charts

### Album
| Pays                          | Durée du classement | Meilleur classement | Date            |
| ----------------------------- | ------------------- | ------------------- | --------------- |
| Allemagne (GfK Entertainment) | 18 semaines         | 16e                 | 21 mars 1988    |
| Canada (RPM)                  | 13 semaines         | 66e                 | 7 mai 1988      |
| États-Unis (Billboard 200)    | 16 semaines         | 55e                 | 2 avril 1988    |
| Norvège (VG-lista)            | 6 semaines          | 15e                 | 29 février 1988 |
| Royaume-Uni (UK Albums Chart) | 1 semaine           | 80e                 | 26 mars 1988    |
| Suède (Sverigetopplistan)     | 6 semaines          | 8e                  | 17 février 1988 |

### Single
| Single       | Chart                  | Durée du classement | Position | Date         |
| ------------ | ---------------------- | ------------------- | -------- | ------------ |
| Rock of Life | Hot 100                | 15 semaines         | 22e      | 2 avril 1988 |
| Rock of Life | Mainstream Rock Tracks | 3 semaines          | 45e      | 5 mars 1988  |
| Rock of Life | RPM Top Singles        | 13 semaines         | 28e      | 9 avril 1988 |
| Rock of Life | UK Singles Chart       | 4 semaines          | 83e      | 13 mars 1988 |